# Chloe Sutton
Chloe Elizabeth Sutton (ur. 3 lutego 1992 w Vandenbergu) – amerykańska pływaczka, specjalizująca się w stylu dowolnym na długich dystansach oraz w pływaniu na otwartych akwenach.
Wicemistrzyni świata na krótkim basenie ze Stambułu (2012) na 400 m stylem dowolnym i brązowa medalistka na 800 m. Mistrzyni igrzysk panamerykańskich z Rio de Janeiro (2007) na dystansie 10 km na otwartym akwenie. Brązowa medalistka mistrzostw świata na otwartym akwenie z Sewilli (2008) na dystansie 5 km. Trzykrotna medalistka mistrzostw Pacyfiku.
Uczestniczka igrzysk olimpijskich w Pekinie (2008) na 10 km na otwartym akwenie (22. miejsce) i w Londynie (2012) na 400 m stylem dowolnym (10. miejsce).